# Boophis goudotii
Boophis goudotii é uma espécie de anfíbio da família Mantellidae.
É endémica de Madagáscar.
Os seus habitats naturais são: florestas subtropicais ou tropicais húmidas de baixa altitude, regiões subtropicais ou tropicais húmidas de alta altitude, rios, rios intermitentes, pântanos, marismas de água doce, marismas intermitentes de água doce, terras aráveis, jardins rurais, florestas secundárias altamente degradadas, lagoas, áreas agrícolas temporariamente alagadas e canals e valas.